# Stefan Kehrer
Stefan Kehrer (ur. 18 stycznia 1985) – niemiecki zapaśnik walczący w stylu wolnym. Olimpijczyk z Pekinu 2008, gdzie zajął trzynaste miejsce w kategorii 96 kg. Dwukrotny uczestnik mistrzostw świata, ósmy w 2007. Brązowy medalista mistrzostw Europy w 2006 i na mistrzostwach świata wojskowych w 2006. Mistrz Niemiec w latach 2006-2010.
- Turniej w Pekinie 2008

Przegrał z Turkiem Hakanem Koçem i odpadł z turnieju.